# Petr Málek
Petr Málek (26. listopadu 1961 Moravský Krumlov – 30. listopadu 2019 Kuvajt) byl český olympionik, sportovní střelec.
Získal stříbrnou medaili na olympiádě 2000 v Sydney ve skeetu. Zúčastnil se i olympiády 1988 v Soulu.
Petr Málek pracoval více než osm let jako trenér kyperského národního střeleckého týmu. Až do své smrti byl trenérem národního družstva Kuvajtu. Byl ženatý a měl tři děti.
V mládí se věnoval fotbalu v Rudé hvězdě Znojmo, kde hrál dorosteneckou ligu a usilovala o něj Zbrojovka Brno. Později hrál za TJ Cukrovar Hrušovany nad Jevišovkou, kde byl registrován ještě v roce 2013.

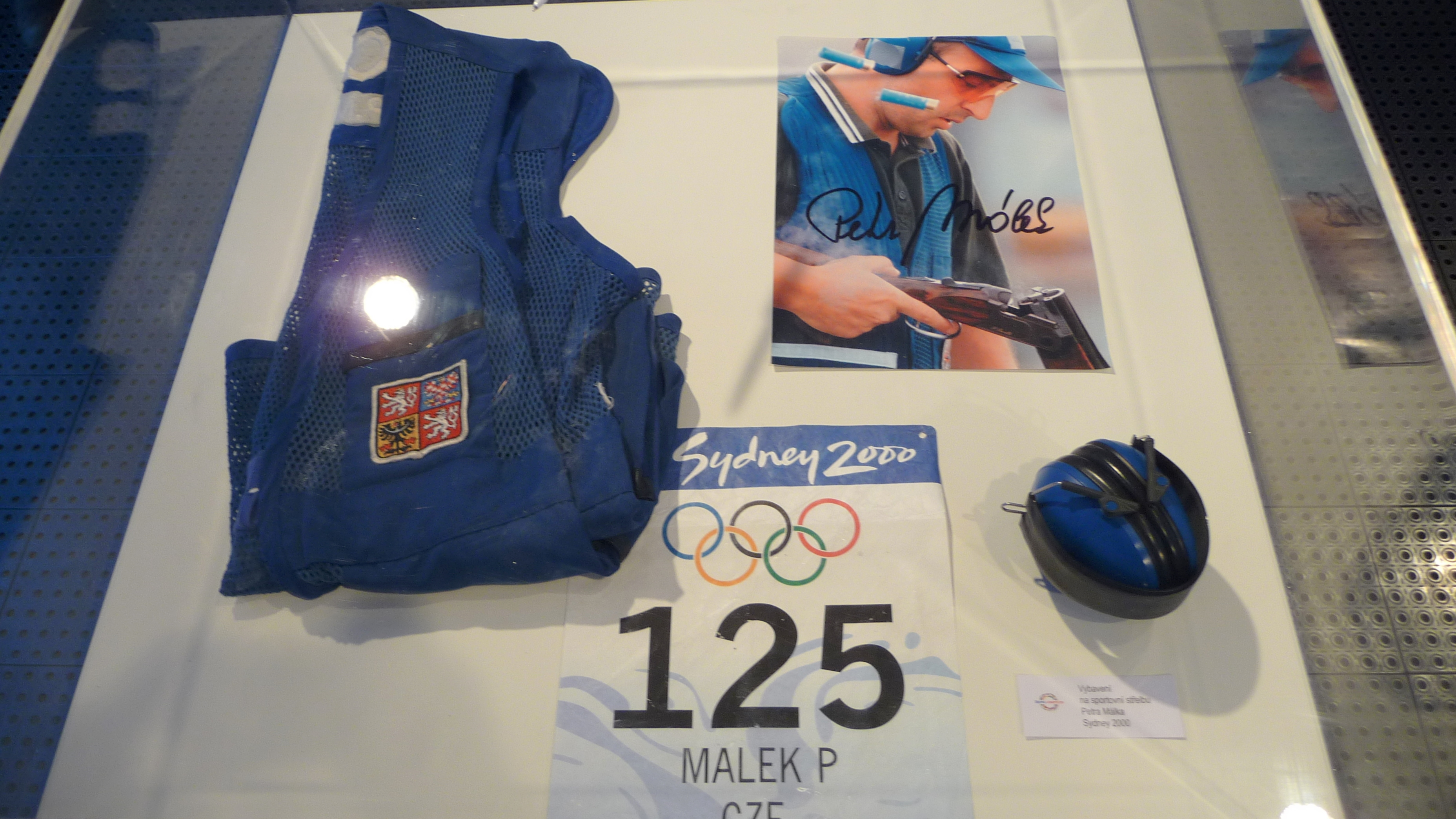
Vybavení Petra Málka ze Sydney 2000